# Little Malvern
Little Malvern est un village et une paroisse civile du Worcestershire, en Angleterre. Il est situé au sud de Malvern Wells, dans les Malvern Hills. Au recensement de 2001, il comptait 50 habitants.
L'église du village est dédiée à saint Wulstan ; le compositeur Edward Elgar et sa femme Alice y sont inhumés. Il comprend également un prieuré qui correspond à une ancienne abbaye bénédictine fondée au XIIe siècle et dissoute en 1537.